# Hrvatski vaterpolski kup 2013./14.
Ovo je 22. izdanje Kupa Hrvatske u vaterpolu. Naslov je obranilo riječko Primorje kojem je ovo treći naslov osvajača kupa u povijesti.

## Četvrtzavršnica
Ždrijeb je održan u prostorijama Hrvatskog vaterpolskog saveza 18. studenog 2013. godine.
14. prosinca 2013.
- OVK POŠK - Jadran ST 11:12
- Medveščak - Primorje 5:27
- Mornar - Jug 7:9
- Mladost - Šibenik 17:2

## Završni turnir
Završni turnir održat će se 21. i 22. prosinca 2013. godine u Zagrebu.

### Poluzavršnica
- Jadran ST - Primorje 6:14 ((1:7,1:4,2:3,2:0)[4]
  - Jadran ST: Marko Vlaić, Luka Milardović, Maroje Gluhaić (1), Nikola Milardović, Luka Kaleb, Eugen Tonković, Toni Santini, Marko Maras (1), Petar Popović (1), Ivan Rabadan, Ivan Banovac (1), Anteo Divković, Tomislav Ančić, Marino Divković (2); trener M. Jurčević
  - Primorje: Frano Vićan, Cosmin Radu (2), Dario Rakovac, Ivan Krapić (1), Dénes Varga (3), Sandro Sukno (1), Petar Muslim (1), Antonio Petrović, Dániel Varga, Paulo Obradović (4), Anđelo Šetka (2), Xavier García, Duje Jelovina, Ivan Buljubašić; trener Ivan Asić
  - Suci: Savinović-Hrestak

- Mladost - Jug 9:12[5]
  - Mladost: Ivan Marcelić, Marin Dašić, Ivan Milaković, Luka Lončar (3), Marko Martinić, Duje Živković (1), Ivan Capan, Kristijan Milaković (2), Marko Pavičić, Ivan Živković, Ante Vukičević (2), Andro Gagulić (1), Ivan Pisk, Bruno Josipović; trener Vjekoslav Kobešćak
  - Jug: Marko Bijač, Tihomil Vranješ (1), Miho Bošković (1), Nikola Janović (2), Josip Šutalo, Hrvoje Benić, Pavo Marković (1), Andro Bušlje (1), Ante Visković (2), Nikša Dobud (3), Jure Marelja, Marko Macan, Mirko Nižić, Antun Goreta (1); trener Veselin Đuho
  - Suci: Copić-Franulović

### Završnica
- Primorje - Jug 13:11 (3:2,4:2,3:4,3:3)[6]
  - Primorje: Frano Vićan, Cosmin Radu (2), Duje Peroš, Ivan Krapić, Dénes Varga, Sandro Sukno (1), Petar Muslim, Antonio Petrović, Dániel Varga (3), Paulo Obradović (2), Anđelo Šetka (2), Xavier García (2), Duje Jelovina, Ivan Buljubašić (1); trener Ivan Asić
  - Jug: Marko Bijač, Tihomil Vranješ, Miho Bošković, Nikola Janović (3), Josip Šutalo (2), Hrvoje Benić, Pavo Marković (1), Andro Bušlje, Ante Visković (1), Nikša Dobud (3), Jure Marelja, Marko Macan, Mirko Nižić, Marko Ivanković (1); trener Veselin Đuho
  - Igrač više: Primorje 9/17, Jug 9/15
  - Peterci: Primorje 0/0, Jug 1/1
  - Suci: Štampalija-Vlašić